# Castelleone
Castelleone är en ort och kommun i provinsen Cremona i regionen Lombardiet i Italien. Kommunen hade 9 483 invånare (2018).